# Слепая любовь (фильм, 1912)
«Слепая любовь» (англ. Blind Love) — немой американский короткометражный художественный фильм — драма режиссёра Дэвида Гриффита, вышедший на экраны в 1912 году. В главной роли снялась Свит Бланш.

## Сюжет
Молодая женщина устала от скучной жизни и решила уйти от мужа к другому мужчине, жизнь с которым кажется ей более привлекательной. Позже, с ребенком на руках и без средств к существованию, она понимает, что сделала ошибку и пытается вернуться к своему мужу.

## В ролях
- Бланш Свит — молодая женщина
- Гарри Хайд — муж молодой женщины
- Эдвард Диллон — молодой человек
- Гектор Сарно — цыган
- Кристал Миллер — отец молодого человека
- Кейт Тонкрей — жена министра
- Уильям Дж Батлер — арендодатель
- Джозеф Макдермотт — доктор
- Альфред Паже — полицейский
- Кэтлин Батлер —
- Джон Диллон —
- Фрэнк Эванс —
- Уолтер П. Льюис —
- В.С Робинсон —